# Aeroporto di Bilbao
L'Aeroporto di Bilbao (IATA: BIO, ICAO: LEBB) è il principale aeroporto dei Paesi Baschi e il nord della Spagna con 5.469.453 passeggeri (2018); è situato vicino alla cittadina di Loiu nella provincia di Biscaglia.
Il nuovo terminal aeroportuale è stato inaugurato nel 2000 ed è stato progettato da Santiago Calatrava.

## Storia
Dopo diverse sperimentazioni aeronautiche nella provincia di Biscaglia, nell'ottobre 1927 furono mossi i primi passi da parte dell'unione dei lavori pubblici per costruire un aeroporto a Bilbao. Fu creato un tavolo di lavoro provinciale per studiare la possibile collocazione dell'aeroporto. Fu solo nel 1936 che la Direzione Generale dell'Aeronautica autorizzò l'insediamento di un aeroporto a Sondika. Tuttavia, a causa delle diverse carenze del sito individuato, l'aeroporto non venne più considerato di interesse. Bilbao è infatti circondata dalle montagne e doveva essere trovata una valle discretamente ampia e senza troppi insediamenti urbani.
I lavori di costruzione cominciarono durante la guerra civile ma durante questo periodo e fino a giugno 1937 l'aeroporto fu usato solo come base per le attività militari. Nel 1938 iniziò il secondo step dello sviluppo dell'aeroporto. Il Consiglio riprese le procedure con il Governo per modificare il primo progetto del 1936: fu quindi autorizzata una nuova bozza di progetto che più tardi fu approvata dal ministero delle infrastrutture spagnolo.
Nel 1940 fu deciso per comune accordo con le organizzazioni locali interessate di costruire un aeroporto civile in Sondika. I lavori di costruzione procedevano lentamente ed il 19 settembre 1948 l'aeroporto fu aperto al traffico giornaliero con l'insediamento di una rotta aerea per Madrid. Due anni più tardi il terminal, chiamato Carlos Haya in memoria del noto pilota di Bilbao, cominciò a funzionare. In questo periodo l'aeroporto aveva una pista asfaltata, con rotta 11/29 (che misurava 1.440 m × 45 m), una pista in terra (che misurava 1.500 m × 150 m), il terminal passeggeri, la torre di controllo, la stazione di polizia, l'ufficio postale, stazione di servizio, una stazione meteo ed i telefoni. Nel 1955 fu costruita una pista di rullaggio per collegare le piste con il parcheggio aerei ed il terminal. Furono inoltre costruiti un riparo di 124 m × 60 m, un hangar per il Club Royal Flying di Vizcaya e gli impianti permanenti per Campsa.
Tra il 1964 ed il 1965, furono installati l'ILS (uno strumento per l'atterraggio) ed una strumentazione meteo in grado di captare le tempeste. Le piste furono allungate fino a 2.000 m e la corsia riparata a 12.000 m². Nel 1975 la pista venne asfaltata e la sua rotta divenne 10/28 a causa del cambio di inclinazione magnetica. Nel 1977, fu estesa l'area parcheggi per gli aerei, fu costruita una strada di collegamento ed un ulteriore sistema ILS. Un'altra pista, rotta 12/30 lunga 2.600 m, fu aperta lo stesso anno e l'aeroporto fu classificato nella prima categoria l'anno seguente. A della densità della popolazione nell'area, i voli dovevano sorvolare anche l'esteso cimitero di Derio.
Durante gli anni 80, l'ILS entrò in servizio anche per la pista con rotta 10/28; furono inoltre ampliati il centro di comunicazione, il terminal passeggeri ed i parcheggi aerei. Venne infine costruita una caserma dei vigili del fuoco ed un terminal cargo.
Il 19 febbraio 1985 il volo Iberia Airlines 610 partito da Madrid si schiantò sul monte Oiz: tra i passeggeri ed i membri dell'equipaggio non vi fu nessun superstite.

## Architettura
L'aeroporto Sondika di Bilbao, opera di Santiago Calatrava, è considerato l'unico erede del terminal Trans World Airlines (TWA) dell'aeroporto internazionale John F. Kennedy di New York dell'architetto Eero Saarinen quanto a traduzione dell'emozione del volo, leggerezza e dinamismo della struttura. Il tetto che Calatrava considera la quinta facciata è costruito in modo da potere essere visto dalle colline circostanti.
" È molto importante come si arriva e come si parte " spiega l'architetto spagnolo descrivendo il tetto dello scalo di Bilbao come la raffigurazione di un uccello in volo, o forse di un Concorde al decollo. La struttura, che serve da copertura ad un edificio di forma triangolare, è sostenuta da pilastri, travi d'acciaio e archi in cemento armato, si eleva su due diversi livelli e, secondo il progetto di Calatrava, è stato costruito prevedendo la riduzione delle distanze da percorrere a piedi prima di salire sugli aerei.
La hall delle "partenze" ha un grande impatto visivo e, con le sue ampie vetrate che forniscono l'80% dell'illuminazione naturale, il tetto a tratti molto alto e il pavimento in marmo, ricorda l'interno di una moderna cattedrale.
Originale è anche la torre di controllo del traffico aereo di forma conica in calcestruzzo ricoperto di alluminio, con la parte superiore parzialmente scavata a ricordare il collo aperto di una camicia.

## Collegamenti con Bilbao
L'aeroporto è un capolinea di autolinee:
- Bizkaibus
  - A3247 BILBAO (Stazione di San Mamés - Gran Via 79 - Stazione di Moyua - Via Recalde 11) - Aeropuerto/Aireportua (ogni 30')
- Lurraldebus
  - San Sebastián (Autostazione) - Zarautz (Rotatoria dei vigili del fuoco) - Aeropuerto Loiu (ogni 60')
  - Mondragón (Garibay) - Bergara (Ibargaray) - Eibar (Ego–Gain) - Aeropuerto Loiu (ogni 240')

È raggiungibile dall'autostrada A8.
Il collegamento ferroviario Aeroporto - Bilbao (Stazione di Matiko) è in costruzione da luglio 2008.